# سیارک ۴۹۴۴۳
سیارک ۴۹۴۴۳ (به انگلیسی: 49443 Marcobondi، نامگذاری:1998YN7) چهل و نه هزار و چهارصد و چهل و سومین سیارک کشف شده‌است که در ۲۲ دسامبر ۱۹۹۸ کشف شد.